# 2009年H1N1流感大流行中国大陆情况
2009年H1N1流感大流行是一場全球性的甲型H1N1流感，中国大陆疫情發生較晚，但亦有120,498個確診案例，並造成648人死亡。

## 概述
2009年H1N1流感大流行是一場由流感病毒新型变体甲型H1N1流感所引发的全球性流行病疫情。最早的已知病例是2009年3月9日墨西哥韋拉克魯斯市格羅利亞的五歲小孩。3月17日開始有美國病例，並於4月12日發生小範圍群聚感染。4月15日於美國確診首例病患，疫情開始在美國加利福尼亞州、德克薩斯州多处快速爆發，其後向墨西哥與美國以外的國家输出案例，疫情不斷蔓延。经估计，持续了一年多的疫情导致全球214个国家约7亿到14亿人感染，约150,000到575,000人死亡。其中有明确统计的死亡病例约1.85万人，但世界卫生组织称实际死亡人数「毫无疑问更高」
中華人民共和國於5月10日發現首例確診，伴随着全球性大流行，到8月底为止的发展趋势相對还比较平静，但是在夏令营和学校开始出现了聚集性疫情，酝酿第二波爆发。9月起病例开始激增，10月28日当天发病人数超过3000人，达到了最高峰，高水平的发病态势持续到了年底。新年之后，逐渐消退。
2010年夏季内地甲流活动维持在较低水平，4月中旬以来，每周报告甲流感确诊病例数不超过30例，已连续12周无死亡病例。从2009年5月11日确诊首例甲型H1N1流感至2010年8月10日24时，中国内地累计报告甲流感确诊病例128033例，死亡805例。

## 地区分布
| 省区     | 确诊 / 死亡病例 | 备注                                              |
| -------- | --------------- | ------------------------------------------------- |
| 全国     | 101130 / 303    |                                                   |
| 東北地区 |                 |                                                   |
| 黑龙江   | 1646 / 7        |                                                   |
| 吉林     | 839 / 6         |                                                   |
| 辽宁     | 999 / 1         |                                                   |
| 華北地区 |                 |                                                   |
| 北京     | 9708 / 44       | 10月22日突破3000例；10月24日突破4000例            |
| 内蒙古   | 1108 / 11       |                                                   |
| 天津     | 769 / 3         |                                                   |
| 河北     | 2942 / 23       |                                                   |
| 山西     | 2188 / 23       | 六月1                                             |
| 西北地区 |                 |                                                   |
| 陕西     | 4788 / 9        | 西安 3202                                         |
| 甘肃     | 3865 / 16       |                                                   |
| 宁夏     | 980 / 3         |                                                   |
| 新疆     | 2607 / 8        |                                                   |
| 青海     | 1851 / 3        |                                                   |
| 西南地区 |                 |                                                   |
| 西藏     | 1014 / 0        |                                                   |
| 四川     | 5041 / 13       |                                                   |
| 重庆     | 2191 / 0        |                                                   |
| 贵州     | 1770 / 0        |                                                   |
| 云南     | 1865 / 0        |                                                   |
| 華東地区 |                 |                                                   |
| 山东     | 2853 / 18       |                                                   |
| 江苏     | 4487 / 2        |                                                   |
| 安徽     | 2767 / 1        |                                                   |
| 上海     | 2202 / 2        | 五月5 六月118 七月156 八月198 九月459 十月348     |
| 浙江     | 9421 / 8        | 五月2 六月28 七月86 八月179 九月1483 十月1508     |
| 福建     | 2968 / 4        |                                                   |
| 江西     | 1876 / 9        |                                                   |
| 中南地区 |                 |                                                   |
| 河南     | 3292 / 15       |                                                   |
| 湖南     | 1196            | 五月二十六日1 六月11 七月9 八月60                 |
| 湖北     | 1772 / 0        | 六月18 七月4 八月14 九月455 十一月2035 十二月1610 |
| 广东     | 8270 / 18       |                                                   |
| 广西     | 3870 / 3        |                                                   |
| 海南     | 649 / 0         | 九月174 十月200                                   |

## 大事记
- 4月30日，卫生部公告：将甲型H1N1流感纳入《传染病防治法》规定的乙类传染病，并采取甲类传染病的预防、控制措施。
- 7月7日，卫生部放弃对密切接触者的跟踪、隔离策略。
- 8月10日，广东出现首例重症病例
- 8月末到9月，爆发上百起聚集性疫情
- 10月4日，西藏出现首例死亡病例

## 累计病例轨迹

### 2009年
- 5月10日 首例
- 五月底 3
- 六月底 810
- 七月底 2090
- 八月底 3757
- 九月

| 日期     | 2日  | 4日  | 7日  | 9日  | 11日 | 14日 | 16日  | 18日  | 21日  | 23日  | 25日  | 28日  | 30日  |
| 日均发病 | 112  | 217  | 392  | 433  | 524  | 533  | 559   | 751   | 513   | 660   | 694   | 772   | 652   |
| 累计     | 3981 | 4415 | 5592 | 6457 | 7505 | 9103 | 10221 | 11722 | 13262 | 14581 | 15968 | 18285 | 19589 |

- 十月

| 日期     | 9日 | 12日 | 14日  | 16日 | 19日 | 21日  | 23日 | 26日 | 28日  | 30日  |
| 日均发病 | 360 | 312  | 473   | 818  | 867  | 1046  | 1012 | 1300 | 3173  | 1486  |
| 累计     |     |      | 24712 |      |      | 31040 |      |      | 42009 | 44981 |

- 十一月

| 日期     | 2日  | 4日   | 6日  | 9日  | 11日  | 13日 | 15日  | 22日  | 29日  | 30日  |
| 日均发病 | 1256 | 1371  | 1719 | 1517 | 1697  | 1528 | 1078  | 1390  | 1786  |       |
| 累计     |      | 51490 |      |      | 62871 |      | 69160 | 78893 | 91393 | 92904 |

- 十二月

| 日期 | 周发病 | 周死亡 | 累计发病 | 累计死亡 |
| 6日  | 9737   | 125    | 101130   | 303      |
| 13日 | 7949   | 116    |          |          |
| 20日 | 6129   | 91     |          |          |
| 27日 | 4448   | 93     |          |          |

### 2010年
- 一月

| 日期 | 周发病 | 周死亡 | 累计发病 | 累计死亡 |
| 3日  | 2935   | 67     | 122591   | 570      |
| 10日 | 2173   | 51     |          |          |
| 17日 | 1556   | 27     |          |          |
| 24日 | 1074   | 21     |          |          |
| 31日 | 620    | 13     |          |          |

- 二月以后

| 月份 | 月发病 | 月死亡 |
| 2月  | 856    | 18     |
| 3月  | 429    | 7      |
| 4月  | 123    | 3      |